# Eparchia Thamarasserry
Eparchia Thamarasserry – eparchia Kościoła katolickiego obrządku syromalabarskiego w Indiach. Została utworzona w 1986 z terenu eparchii Tellicherry.

## Ordynariusze
- Sebastian Mankuzhikary † (1986–1994)
- Jacob Thoomkuzhy (1995–1996)
- Paul Chittilapilly † (1996–2010)
- Remigius Inchananiyil, od 2010